# 石戸谷勉
石戸谷 勉（いしどや つとむ、1884年（明治17年）- 1958年（昭和33年）10月1日）は、日本の本草学・薬用植物学者、理学博士。第二次世界大戦前、中国・朝鮮などの薬用植物を広く調査研究し、多くの著書や論文を発表した。

## 経歴
1884年、青森県弘前市田茂木町で旧津軽藩・士族の次男として生まれる。1906年、札幌農学校（現北海道大学）森林科を卒業。
1919年、日本占領下の朝鮮総督府農林局林業試験場の所長となる。1922年 同局山林課技師として、朝鮮の植林事業に従事。1928年、京城帝国大学医学部薬理学教授の杉原徳行と共に、朝鮮人参の研究調査を開始した。その後、朝鮮半島、旧満州、モンゴルで漢薬植物の採取調査を継続し、それらの標本は京城帝国大学生薬研究所（1935年に設立）に「石戸谷コレクション」約15000点として残された。このコレクションは戦後、ソウル大学天然物研究所（“The Natural Products Institute at Seoul National University”. 2018年3月4日閲覧。）に引き継がれ、現在に至る。。1929年には、染井吉野桜の原生地が済州島であるという学説を確認するために現地を調査した。現在も染井吉野桜の起源は確定していない。1935年、京城帝国大学医学部生薬研究所の講師となる。1941年、学位論文Chinesische Drogen（「支那本草漢薬植物考」）を京都帝国大学に提出して理学博士号を取得。。
1942年、中華民国に渡り、北京大学医学院の教授に就任した。
しかし、敗戦にともなって1946年に引き揚げし、郷里の弘前に帰った。1947年、東北薬科大学教授に就任。また一方で、日本大学旧工学部薬学科（現日本大学薬学部）講師も併任した。1958年10月1日、腸閉塞にて死去、享年73歳。

## 著書
- 中井猛之進・石戸谷勉、『朝鮮鷺峯及漢方薬科植物調査書』、 朝鮮総督府、1917年。
- 石戸谷勉著・鄭台鉉編『朝鮮森林樹木鑑要』、朝鮮総督府林業試験場、129+35頁、1923年。
- 「北支那の薬草」、『同仁会支那衛生叢書』、第4輯、同仁会、94頁、1931年。
- Chinesische Drogen（「支那本草漢薬植物考」） 全4巻、京城帝国大学生薬研究所、1933-1941年。
- 『北支蒙疆地方學術調査團報告論文集』、第1輯、第2輯、第3輯、朝鮮自然科学協会 、1939-1940年。
- 石戸谷勉著(沐紹良訳)『中国北部之薬草』 、商務印書館（台湾）、1950年。

## 論文
1915年～1958年の間に、漢薬・本草学に関する論文、調査報告を100篇以上、主に『朝鮮彙報』、『大日本山林会報』、『朝鮮薬学会会報』、『中外医事新報』、『朝鮮薬学会雑誌』、『植物研究雑誌』に書いた（国会図書館 NDL ONLINEによる）。